# Orion (Verlanger)
Orion is een sciencefictionstripreeks van schrijver Corbeyran en tekenaar Jorge Miguel. Het is een tweeluik dat verscheen bij uitgeverij Silvester. Van dit tweeluik zijn alleen exemplaren met harde kaften (hardcovers) op de markt verschenen.

## Achtergrond
Het scenario is gebaseerd op het boek La Croix des Décastés uit 1977 van schrijfster Julia Verlanger, een pseudoniem van Éliane Taïeb. Orion is een klassiek SF-verhaal waarin de mensheid duizenden jaren geleden de aarde heeft verlaten om zich over het heelal te verspreiden. De mens heeft zich op verschillende planeten gevestigd, waarvan sommige de band met de Aarde verloren, een stap terug in de tijd deden en waar de beschaving in verval raakte. 
Zo'n ontwikkeling maakte ook de kleine planeet XB125227 in het sterrenstelsel Orion door. De kennis om ruimteschepen te maken is er verloren gegaan, evenals het maken van geavanceerde wapens. Op de planeet heerst een tijd als in de middeleeuwen en in de loop van de geschiedenis ontstond er een kastensysteem. 
Desalniettemin heeft de Aarde wel haar technologische niveau van ruimtereizen maken weten te behouden. Op een dogmatische manier bemoeien de bewoners van de Aarde zich niet met de andere werelden. Het contact beperkt zich hoogstens tot observatie, inbreuk plegen op een andere wereld is ten strengste verboden.

## Verhaal
De hoofdpersonen in dit verhaal zijn de krijger Kolhen en de jageres Trijana. Beiden verliezen de privileges van hun kaste en worden gevangen gezet. Ze weten te ontsnappen en op hun vlucht komen zij in aanraking met mensen die van de Aarde afkomstig zijn. De Aardling Rebecca is op zoek naar Rodrick die onder geheimzinnige omstandigheden op de planeet is verdwenen. Zij ontmoet Kolhen die Trijana is kwijtgeraakt en trekken samen op. Rodrick blijkt door zijn zelfzuchtig optreden grote schade in de geïsoleerde samenlevingen te hebben aangericht. Maar de ruimtedienst waarvoor Rebecca en Rodrick werken is nog veel erger in gebreke.